# Зверева, Нина Витальевна
Нина Витальевна Зверева (род. 25 мая 1952, Горький, СССР) — советская и российская журналистка, член Академии российского телевидения, бизнес-тренер, автор книг, телеведущая.
Преподаватель Московской школы управления «Сколково». Учредитель и директор тренинг-центра «Практика». Кандидат филологических наук.

## Биография
Родилась в городе Горьком 25 мая 1952 года в семье Нелли Матвеевны и Виталия Анатольевича Зверевых. Родители тоже родились в Нижнем Новгороде.
На телевидение впервые пришла в 8 лет. Была ведущей детских и молодёжных программ. В 1975 году была зачислена в штат Горьковской студии телевидения.
С 1978 года активно сотрудничала с Молодёжной редакцией Центрального телевидения, была собкором программы «Взгляд». Работала на РТР собкором программы «Вести», ведущей прямых эфиров. Брала интервью у Бориса Ельцина, Билла Клинтона, Ясира Арафата.
Сделала множество сюжетов и фильмов о губернаторе Нижегородской области Борисе Немцове. После его смерти снималась в фильмах, посвященных его памяти: «Слишком свободный человек» и «Как жил и как погиб главный бунтарь российской политики?».
В 1992 году организовала первую в России частную школу телевидения «Новые кадры», которая в 1997 году благодаря гранту правительства Российской Федерации была реорганизована в российский центр профессиональной переподготовки работников телевидения «Практика».
Центр «Практика» получал российские и международные гранты, в том числе — грант от правительства Нидерландов, который Нине Зверевой вручила лично Королева Нидерландов Беатрикс.
В 1994—1998 годах была депутатом Законодательного собрания Нижегородской области.
В 1997 году баллотировалась на пост губернатора Нижегородской области, но уступила Ивану Склярову.
В конце 1990-х работала на канале ТВ Центр и на телевидении Нижегородской области: была автором и ведущим ночного видеоканала «Сова» и продюсером программы «Детский адвокат», которая в 1998 году удостоилась премии ТЭФИ как лучшая программа для детей.
С 2006 по 2015 год Нина Зверева была генеральным продюсером и директором Международного мультимедийного фестиваля «Живое слово». Гостями фестиваля в разные годы становились: Михаил Казаков, Петр Вайль, Александр Архангельский, Людмила Улицкая, Светлана Сорокина, Дмитрий Быков, Дмитрий Глуховский, Захар Прилепин и многие другие деятели литературы и журналистики.
В 2015 году при поддержке Правительства Нижегородской области Нина Зверева организовала социально-образовательный проект для людей с ограниченными возможностями здоровья «Встать на ноги». Серия сюжетов о проекте получила Гран-при V международного фестиваля телерадиопрограмм и интернет-проектов об инвалидах и для инвалидов «Интеграция».
В 2009 году издала учебник риторики «Я говорю — меня слушают». Написала более десяти книг, посвященных риторике, эффективной коммуникации, созданию успешной семьи и воспитанию детей — книги вышли в издательствах Манн, Иванов и Фербер, Альпина Паблишер, Clever. В соавторстве со Светланой Иконниковой выпустила серию книг для подростков в издательстве Clever.

## Личная жизнь
- Вышла замуж в 18 лет, муж — доктор наук, профессор Владимир Александрович Антонец. В браке родились трое детей:
- Нелли Литвак (1972) — профессор математики, преподаватель в Университете Твенте (Нидерланды).
- Екатерина Петелина (1973) — главный операционный директор Visa в регионе Северной Америки (США и Канада)[8]
- Петр Антонец (1980) — переговорщик компании PNK Атланта, США.

## Образовательная деятельность
С 1997 года центр «Практика» занимается профессиональной переподготовкой работников региональных телекомпаний: журналистов, операторов, режиссёров. В «Практике» прошли обучение более 20 000 человек в 160 городах России. В разные годы уроки и мастер-классы в «Практике» вели Владимир Познер, Вадим Такменев, Марианна Максимовская, Алексей Пивоваров, Анатолий Малкин, Юлия Меньшова, и многие другие. На встречу с региональными журналистами в школу приезжали: Борис Немцов, Ирина Хакамада, Григорий Явлинский, Сергей Кириенко.
В эти годы Нина Зверева написала два учебника: «Школа регионального тележурналиста» и «Школа тележурналиста». Они стали настольной книгой для десятков тысяч профессиональных работников телевидения.
С 1997 года параллельно с работой на российском телевидении и преподаванием Нина Зверева стала консультировать представителей политических и бизнес-кругов России.
С 2010 года Нина Зверева сосредоточила усилия на обучении навыкам презентации и коммуникации людей из разных сфер бизнеса, политики и управления. Начала преподавать в Московской школе управления «Сколково». С 2015 она преподает для первых лиц госкорпораций, руководителей регионов, бизнесменов, депутатов.
В 2020 году организовала собственную онлайн-школу, основные направления которой — обучение навыкам риторики, эффективной коммуникации.
В числе клиентов Нины Зверевой топ-менеджмент банков ВТБ, Сбербанк, Альфа-банк, Газпромбанк, Россельхозбанк, Хоум Кредит Банк, X5 Retail Group, Capital Group, ЧТПЗ, Ростех, Microsoft, МТС, Ростелеком и другие.

## Награды и почётные звания
- Две премии ТЭФИ Академии российского телевидения. В 1998 году — за лучшую детскую программу страны[10], в 2013 году — за личный вклад в историю российского телевидения[11].
- Орден Дружбы (1996)[1]
- Медаль ордена «За заслуги перед Отечеством» II степени (2001)[1]
- Орден Почёта (2007)[1]
- Гран-при в номинации «Бизнес-тренер» конкурса «Работодатель года-2014»
- Почётный гражданин села Большое Болдино